# Las Fuesas
Las Fuesas es una localidad  de la provincia de Soria, partido judicial de Soria,  Comunidad Autónoma de Castilla y León, España. Pueblo de la comarca de  Tierras Altas que pertenece al municipio de Cerbón.
Para la administración eclesiástica de la Iglesia católica, forma parte de la Diócesis de Osma la cual, a su vez, pertenece a la Archidiócesis de Burgos.

## Ubicación
Se encuentra a 46 km de Soria, se accede por la SO-P-1124 hasta llegar a la SO-P-630, la cual se deja al llegar a la SO-P-1001. Se encuentra a casi 7 km de Cerbón, al que se accede por la SO-P-1225 hasta el desvío de la SO-P- 1224, por donde se cruza Fuentes de Magaña y se coge la SO-P-1223 que llega hasta Cerbón. A escasos 800 m, se encuentra el pueblo dependiente del ayuntamiento de Valdeprado Castillejo de San Pedro.